# Aeropuerto de Oslo-Gardermoen

Mapa del Aeropuerto

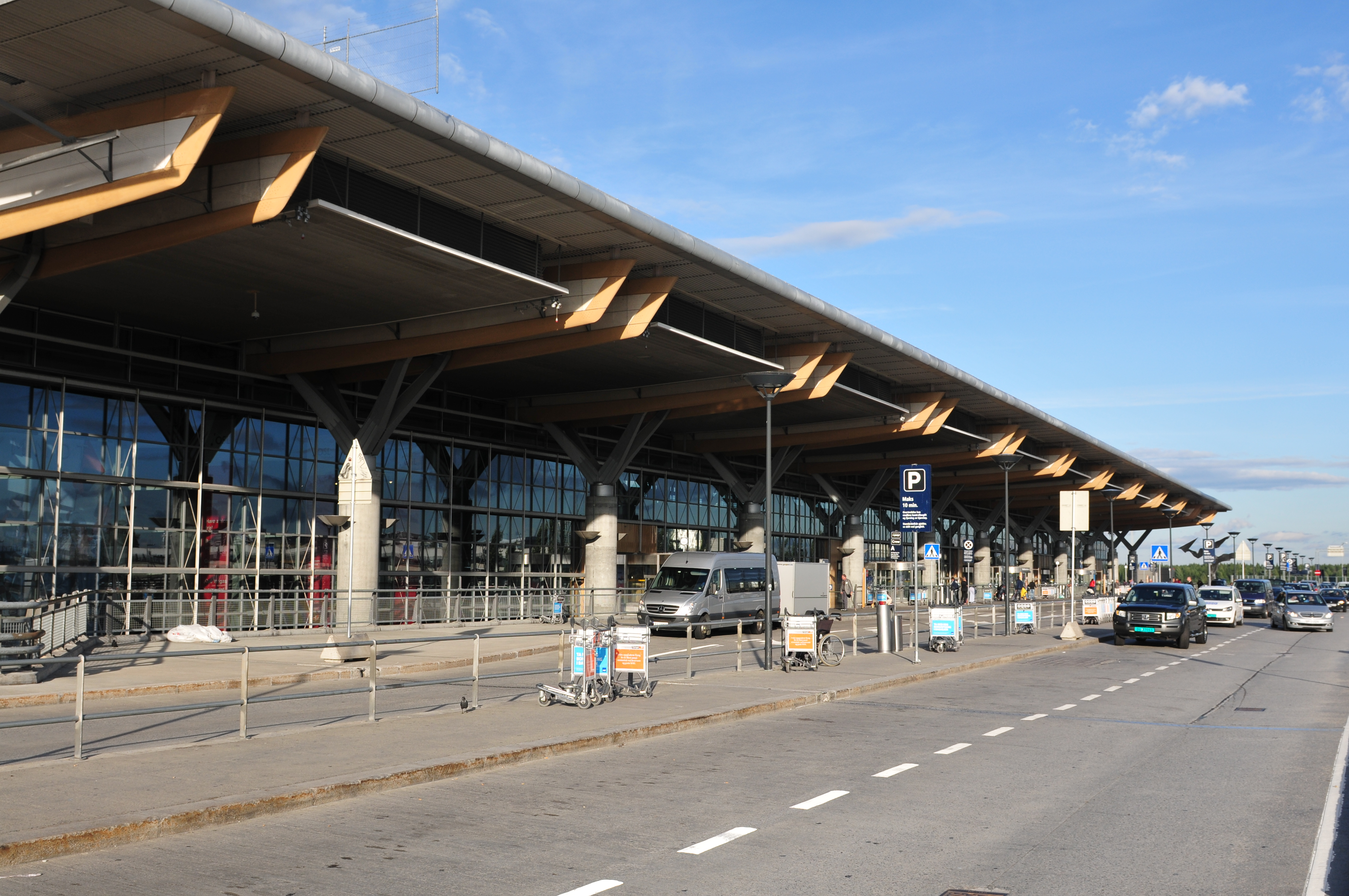
Terminal

El Aeropuerto de Oslo-Gardermoen (en noruego: Oslo lufthavn, Gardermoen) (IATA: OSL, OACI: ENGM) es el principal aeropuerto que atiende a Oslo, la capital de Noruega. Es también el mayor aeropuerto internacional del país, con vuelos a un gran número de aeropuertos europeos y algunos a otros continentes, como Norteamérica y Asia. Está localizado en Gardermoen en el municipio de Ullensaker, 48 km al noreste de Oslo. Es el sucesor del Aeropuerto de Oslo-Fornebu que había servido a la ciudad en sus vuelos nacionales e internacionales hasta octubre de 1998.
Construido como un aeródromo militar, Gardermoen fue agrandado y abierto de nuevo en 1998 como aeropuerto comercial. Más de 19 millones de pasajeros pasaron por el aeropuerto de Oslo en 2007, lo que representa un incremento de 1,3 millones de pasajeros (un 7,8 %) desde 2006. El aeropuerto tiene dos pistas paralelas de 2950 m y 3600 m, 34 fingers y 5 puertas regionales, 64 mostradores de facturación y 71 posiciones para aviones.
Además de su papel como aeropuerto internacional, Gardermoen es uno de los centros de operaciones de Scandinavian Airlines y Norwegian Air Shuttle, así como un aeropuerto importante para Widerøe. El aeropuerto funciona como un centro de operaciones nacionales, al contar con 25 destinos domésticos, 16 de los cuales son operados con aviones de reacción. Siete son operados por contrato con el gobierno noruego utilizando para ellos aviones regionales.
El Aeropuerto de Sandefjord-Torp también atiende a Oslo, principalmente con aerolíneas de bajo coste y aerolíneas regionales. Sin embargo, Torp se encuentra a más del doble de distancia de la ciudad que Gardermoen. En febrero de 2008, un tercer aeropuerto, el Aeropuerto de Moss-Rygge, comenzó a atender a aerolíneas privadas también.

## Historia

### Militar y secundario
La armada noruego-danesa comenzó a utilizar Gardermoen como base desde principios de 1740, cuando se llamaba Fredericksfeldt. El primer vuelo tuvo lugar en 1912, y en 1920 había multitud de hangares en el aeropuerto.
Cuando los alemanes invadieron Noruega durante la Segunda Guerra Mundial, bombardearon el aeropuerto, pero poco después lo reconstruyeron con dos pistas de 2000 m.
Dentro del conflicto armado, Gardermoen fue utilizado tanto para vuelos chárter como intercontinentales. Las operaciones militares también usaban el aeropuerto para sus fines. Los vuelos chárter se efectuaron desde 1972 en Gardermoen en lugar de en Fornebu por la falta de slots en este, mientras que los vuelos intercontinentales ya se operaban desde Gardermoen porque la pista de Fornebu era demasiado corta. Tanto solo durante los años 90 SAS puso sus vuelos a Nueva York desde Fornebu. Después del traslado y hasta que la nueva terminal y otras instalaciones fueron abiertas en 1998, el aeropuerto permaneció estancado en el número de los vuelos comerciales, así como se veían de vez en cuando vuelos militares.

### Buscando un nuevo aeropuerto
Después de que Gressholmen (mar) y el Aeropuerto de Kjeller (tierra) hubiesen atendido a Oslo como sus aeropuertos, el nuevo Aeropuerto Oslo-Fornebu se abrió en 1939. Pero en los 80, el aeropuerto comenzó a experimentar graves problemas de capacidad. El aeropuerto tenía una única pista, con lo que no había slots en el aeropuerto por las mañanas así como en las horas punta de la tarde. Esto hizo imposible el formar parte activa del mercado aéreo tras la desregularización, puesto que potenciales aerolíneas no tendrían acceso al aeropuerto de Fornebu. Como el aeropuerto de Fornebu fue construido en una península, no se podía construir una nueva pista por los problemas de espacio presentes. Este aeropuerto además carecía de transporte público, al no contar con metro ligero o vía de ferrocarril al aeropuerto. El aeropuerto estaba localizado muy próximo al centro de la ciudad y al lado de una zona residencial, causando numerosos problemas de contaminación acústica.
Había muchas localizaciones posibles para el nuevo aeropuerto principal de Oslo, destacando Hobøl, Hurum, Kroer, Ås y Gardermoen. Aunque el proceso político sobre la localización del aeropuerto comenzó en los 50, la primera decisión en firme sobre la ubicación del nuevo aeropuerto no llegó hasta 1988 cuando se decidió construir un aeropuerto en Hurum. Pero las condiciones meteorológicas demostraron que era muy frecuente la presencia de fuertes nieblas en Hurum, y la decisión fue suprimida.
El 8 de octubre de 1992, el parlamento noruego tomó la decisión final de construir el nuevo aeropuerto en Gardermoen.

### OSL Gardermoen
Una nueva compañía, Oslo Lufthavn AS, se encargó de la operación de los aeropuertos de Gardermoen y Fornebu. La decisión del parlamento significaba que el aeropuerto sería construido con financiación propia, y se tendría que crear una compañía limitada propia para financiar el nuevo aeropuerto. El coste total de la construcción del aeropuerto fue de 11400 millones de NOK que fue totalmente pagado por la nueva compañía y los beneficios de operación del aeropuerto serían utilizados para subsanar la deuda contraída. La compañía también gestiona el aeropuerto de Fornebu desde el 1 de enero de 1997. Oslo Lufthavn AS tiene como filial a Avinor AS, la administración de aeropuertos civiles noruegos.
Una nueva vía ferroviaria de alta velocidad, Gardermobanen, fue construida al mismo tiempo que el aeropuerto. Los trenes salen del aeropuerto a la Estación Central de Oslo seis veces cada hora. Fue la primera vía de ferrocarril de alta velocidad construida en Noruega y es actualmente operada por Flytoget a 210 km/h.
Gardermoen se convirtió en el principal aeropuerto de Oslo el 8 de octubre de 1998, cuando el Aeropuerto Fornebu fue cerrado excepto para algunas instalaciones de hidroaviones. La operación de cambio de aeropuerto se produjo en el transcurso de la noche en un movimiento de elevadas proporciones. El nuevo aeropuerto tiene una capacidad de 17 millones de pasajeros al año y 80 operaciones por hora. Después de la apertura de Gardermoen, el aumento del número de slots y la llegada de una nueva aerolínea de bajo coste, Color Air, produjo una gran guerra de precios en el aeropuerto, que no concluyó hasta 1999 cuando Color Air canceló sus operaciones. Durante este periodo había al menos cerca de 50 vuelos diarios entre Gardermoen y Bergen, Stavanger y Trondheim.
En 1999, Northwest Airlines operó brevemente un vuelo entre Oslo y Minneapolis durante unos meses con sus aviones del tipo DC-10, antes de cancelar el vuelo debido a las bajas ocupaciones. En octubre de 2001, el único aeropuerto intercontinental que había, a Nueva York (Newark), con aviones Boeing 767-300 de SAS, fue igualmente cancelado. En 2004, Continental Airlines retomó los vuelos en esta ruta. Existe también un vuelo regular a Pakistán, y algunos vuelos chárter a Tailandia y algunos países más de otros continentes, y Norwegian Air Shuttle. En 2002 Norwegian Air Shuttle, comenzó a operar utilizando Gardermoen como su aeropuerto principal. La aerolínea opera a 50 destinos internacionales y 10 destinos domésticos. El 18 de enero de 2006, Liv Signe Navarsete, ministra de Transporte y Comunicaciones, inauguró el primer hangar de Europa con deshielo por infrarrojos en el aeropuerto de Oslo. El hangar sería un completo a los elementos de deshielo normal en la temporada de invierno.

## Emplazamiento
La ubicación del aeropuerto en Gardermoen provocó numerosas críticas. Algunos alegaron que está muy lejos de Oslo y que necesitaría un costoso tren de alta velocidad. Otras quejas iban encaminadas al impacto medioambiental de la zona al descubrirse una gran cuenca acuífera subterránea en la zona de construcción, y que el mal tiempo de la zona podía provocar accidentes.

### Cuestionamiento de la climatología
Los datos meteorológicos, que recomendaban que el nuevo aeropuerto fuese construido en Gardermoen en lugar de en Hurum, fueron cuestionados por el ingeniero civil Jan Fredrik Wiborg. Él denunció que la información había sido falsificada y que el parlamento había sido engañado deliberadamente por el gobierno. Wiborg murió el 21 de junio de 1994 después de precipitarse desde la ventana de un hotel en Copenhague, y los documentos cruciales del caso desaparecieron. Las circunstancias sobre su muerte nunca han sido aclaradas. Los reporteros del periódico Aftenposten fueron galardonados con el prestigioso SKUP prize en 1999 por la investigación del caso. Durante el 2000 el comité constitucional del parlamento efectuó una escucha pública para que cualquiera que tuviese documentos del juego sucio en la planificación de la ubicación del nuevo aeropuerto, los presentase. Se publicó un informe oficial en 2001.

### Problemas de niebla y deshielo
Desde su apertura, Gardermoen ha tenido bastantes problemas con la niebla y la lluvia engelante, provocando el cierre total del aeropuerto en momentos puntuales. Es complicado evitar la niebla en Noruega, y el antiguo aeropuerto Fornebu así como la localización alternativa del aeropuerto, Hurum, también estaban marcadas por los abundantes bancos de niebla. La lluvia engelante, según los estudios, se presenta en el aeropuerto unas tres veces al mes durante el invierno en el aeropuerto de Gardermoen, de acuerdo con los datos meteorológicos recogidos desde la década de los 50. El uso de fluidos anti-congelantes es limitado desde que se descubrió que bajo el aeropuerto se encuentra uno de los mayores acuíferos de Noruega (Sistemas de aguas subterráneas), el delta Trandum. En enero de 2006 se inauguró un sistema de deshielo de Infratek, que utilizaba el calor infrarrojo, como medio de deshielo. Se esperaba que este método redujese el uso de anti-congelantes químicos en un 90%, pero en febrero de 2007 la técnica demostró ser ineficaz.

### Incidente por hielo el 14 de diciembre de 1998
En la mañana del 14 de diciembre de 1998, una combinación de niebla fría y lluvia engelante causaron algunas heladas en Gardermoen. Al menos veinte motores resultaron dañados por el hielo durante el despegue, y cinco aviones necesitaron efectuar un aterrizaje de emergencia al estar con un solo motor activo. Un problema similar ocurrió en el Aeropuerto Internacional de Denver el 31 de octubre de 2002.

## Instalaciones
El aeropuerto cubre una superficie de 13 km² y está inspirado en el diseño del Aeropuerto de Atlanta, con dos pistas paralelas y una única terminal con dos zonas de embarque alineadas. La aviación no comercial y general no opera en el Aeropuerto de Oslo; en su lugar, se utilizan los aeropuertos de Kjeller, Rakkestad y Tønsberg-Jarlsberg. Se encuentra a 35 km al noreste del centro de la ciudad.

### Duty free
Gardermoen tiene la mayor tienda duty free en Europa. Esto se debe a que Noruega no es miembro de la UE, y debe vender sus productos libres de cargos a todos sus destinos internacionales. Desde 2006, también los pasajeros que llegan pueden comprar productos sin impuestos en una tienda especial localizada en la zona de reclamación de equipajes.

### Hotel del aeropuerto
Los exteriores del aeropuerto cuentan también con el hotel Radisson SAS Airport, un edificio de siete plantas con unas 500 habitaciones, lo que lo convierten en el segundo hotel más grande de Noruega. Se puede llegar al hotel caminando, ya que desde la sala de llegadas hay unos 150 m aproximadamente. Dispone además de salas de congresos, para ser exactos, 60 salas de conferencias, la mayor de las cuales puede acomodar a unas 1000 personas. El hotel fue inaugurado poco después que el aeropuerto y ampliado en 2006 para cubrir el incremento de la demanda de habitaciones y salas de conferencias.

## Planes de futuro
Debido al rápido crecimiento de pasajeros, el aeropuerto ha excedido ya su límite de capacidad inicial de 17 millones de pasajeros al año y alcanzará la cifra crítica de 20 millones de pasajeros dentro de unos pocos años.
Existen planes para incrementar la superficie de terminales con la construcción de una nueva terminal 2 situada a 500 m al norte de la terminal actual, que estarían conectadas con un pasadizo subterráneo y que estaría completamente construida en 2012 como pronto. La terminal 2 podría atender a unos ocho aviones. Esta idea ya se había previsto incluso antes de inaugurar el aeropuerto, ya que se incluyó en el plan director del aeropuerto. También comenzará en 2009 una ampliación en la actual terminal que se espera que esté concluida en las mismas fechas que la terminal 2, que permitiría atender a 10 aviones adicionales. Esta ampliación también incluirá una ampliación de las zonas de facturación.
El gobierno discutió sobre la posibilidad de construir una tercera pista en el futuro, pero no se concluiría antes de 2030. Aunque las estimaciones de Avinor muestran que la pista será necesaria en 2030, las voces críticas dicen que muchos de los grandes aeropuertos, como el Aeropuerto de Londres Heathrow, solo tienen dos pistas. Hasta la ministra noruega de transporte, Liv Signe Navarsete, dijo que repartir el tráfico entre más de un aeropuerto supone múltiples inconvenientes a los pasajeros y un aumento masivo de las necesidades de transporte terrestre inter-aeroportuario, no obstante ella sostuvo su oposición a la tercera pista.

## Transporte terrestre
Situado a unos 50 km del centro de la ciudad, el aeropuerto de Oslo ofrece un buen número de servicios de transporte terrestre. El aeropuerto tiene la mayor ocupación de los transportes intermodales de pasajeros del mundo con un 60% de ocupación.

### Transporte ferroviario

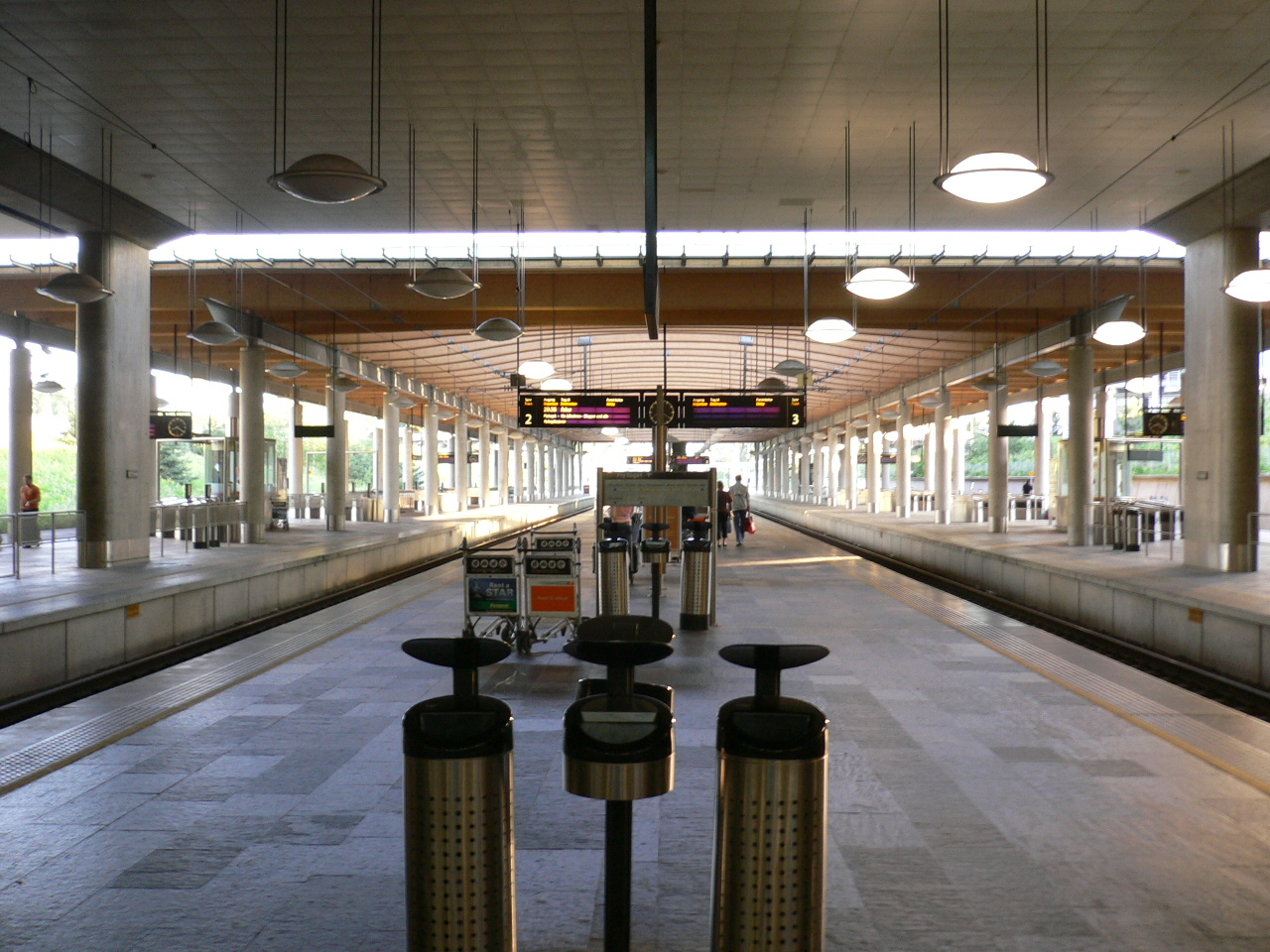
Plataforma de trenes exprés en la Estación Oslo Fughavn.

Con la construcción del aeropuerto se decidió construir un tren de alta velocidad. La Gardermobanen se inauguró el mismo día que el aeropuerto, y accede al aeropuerto por un túnel por la parte inferior de sus instalaciones. La estación de ferrocarril se construyó dentro de la terminal del aeropuerto. El principal operador es el tren exprés del aeropuerto que acaba en la Estación Central de Oslo en 19 minutos, seis veces cada hora, con tres de ellas que continúan hasta Asker y Drammen El tren exprés del aeropuerto tiene un peso del 34% del transporte terrestre.
Norges Statsbaner (NSB) también opera desde el aeropuerto, con un servicio de conexión de tren a Eidsvoll y Kongsberg y un servicio de largo recorrido al norte a Oppland/Hedmark y al sur a Vestfold. Ambos pasan por Oslo, y el último de ellos pasa también por el Aeropuerto de Sandefjord-Torp. Existen también cinco trenes exprés a Trondheim que tienen parada en el aeropuerto. NSB tiene el 7 % del mercado.

### Bus
Los autobuses exprés del aeropuerto de Oslo tiene servicios con el aeropuerto desde Oslo, Fredrikstad, Ski y Gjøvik. Además muchos de los autobuses desde otros puntos de Noruega tienen parada en el aeropuerto. El principal transportista local, Ruter, efectúa un buen número de trayectos a Gardermoen desde lugares cercanos. Los autobuses tienen el 18% del mercado.

### Carretera
El aeropuerto se encuentra justo al final de la ruta europea E6. Hay 11400 plazas de aparcamiento en el aeropuerto, así como paradas de taxi y mostradores de alquiler de vehículos. El margen de mercado de vehículos privados es del 18%, para dejar o recoger a alguien es del 12%, los taxis el 2% y los vehículos de alquiler el 6%.

## Aerolíneas y destinos

### Destinos nacionales
| Ciudades     | Aeropuerto                             | Aerolíneas                             |
| Noruega      | Noruega                                | Noruega                                |
| ------------ | -------------------------------------- | -------------------------------------- |
| Ålesund      | Aeropuerto de Ålesund-Vigra            | Norwegian / SAS                        |
| Alta         | Aeropuerto de Alta                     | Norwegian / SAS                        |
| Andenes      | Aeropuerto de Andøya-Andenes           | Norwegian (Estacional)                 |
| Bardufoss    | Aeropuerto de Bardufoss                | Norwegian                              |
| Bergen       | Aeropuerto de Bergen-Flesland          | Norwegian / SAS / Widerøe (Estacional) |
| Bodø         | Aeropuerto de Bodø                     | Norwegian / SAS                        |
| Brønnøysund  | Aeropuerto de Brønnøysund-Brønnøy      | Widerøe (Estacional)                   |
| Florø        | Aeropuerto de Florø                    | Danish Air Transport                   |
| Førde        | Aeropuerto de Førde-Bringeland         | Widerøe                                |
| Haugesund    | Aeropuerto de Haugesund-Karmøy         | Norwegian / SAS                        |
| Kirkenes     | Aeropuerto de Kirkenes-Høybuktmoen     | Norwegian / SAS                        |
| Kristiansand | Aeropuerto de Kristiansand-Kjevik      | Norwegian / SAS                        |
| Kristiansund | Aeropuerto de Kristiansund-Kvernberget | SAS                                    |
| Lakselv      | Aeropuerto de Lakselv-Banak            | Norwegian                              |
| Leknes       | Aeropuerto de Leknes                   | Widerøe (Estacional)                   |
| Longyearbyen | Aeropuerto de Svalbard-Longyear        | Norwegian (Estacional) / SAS           |
| Molde        | Aeropuerto de Molde-Årø                | Norwegian                              |
| Narvik       | Aeropuerto de Harstad/Narvik-Evenes    | Norwegian / SAS                        |
| Røros        | Aeropuerto de Røros                    | Danish Air Transport                   |
| Sandane      | Aeropuerto de Sandane-Anda             | Widerøe                                |
| Sandnessjøen | Aeropuerto de Sandnessjøen-Stokka      | Widerøe (Estacional)                   |
| Sogndal      | Aeropuerto de Sogndal-Haukåsen         | Widerøe                                |
| Stavanger    | Aeropuerto de Stavanger-Sola           | Noregian / SAS / Widerøe               |
| Stord        | Aeropuerto de Stord-Sørstokken         | Danish Air Transport                   |
| Svolvær      | Aeropuerto de Svolvær-Helle            | Widerøe (Estacional)                   |
| Tromsø       | Aeropuerto de Tromsø-Langnes           | Norwegian / SAS                        |
| Trondheim    | Aeropuerto de Trondheim-Værnes         | Norwegian / SAS                        |
| Ørland       | Aeropuerto de Ørland                   | Danish Air Transport                   |
| Volda        | Aeropuerto de Østa/Volda               | Widerøe                                |

### Destinos internacionales
| Ciudades por países  | Nombre del aeropuerto                                           | Aerolíneas |
| África               | África                                                          | África |
| -------------------- | --------------------------------------------------------------- | --- |
| Cabo Verde           |                                                                 | |
| Boa Vista            | Aeropuerto Internacional Aristides Pereira                      | TUIfly Nordic (Chárter Estacional)                                                                                               |
| Sal                  | Aeropuerto Internacional Amílcar Cabral                         | Sunclass Airlines (Chárter Estacional) / TUIfly Nordic (Chárter Estacional)                                                      |
| Egipto               |                                                                 | |
| Hurgada              | Aeropuerto Internacional de Hurghada                            | Norwegian (Estacional) / SAS (Chárter Estacional) / TUIfly Nordic (Chárter Estacional)                                           |
| Etiopía              |                                                                 | |
| Adís Abeba           | Aeropuerto Internacional Bole                                   | Ethiopian |
| Marruecos            |                                                                 | |
| Agadir               | Aeropuerto de Agadir-Al Massira                                 | Norwegian (Estacional) |
| Marrakech            | Aeropuerto de Marrakech-Menara                                  | Norwegian |
| América              |                                                                 | |
| Estados Unidos       |                                                                 | |
| Newark               | Aeropuerto Internacional Libertad de Newark                     | SAS / United Airlines |
| Nueva York           | Aeropuerto internacional John F. Kennedy                        | Norse Atlantic Airways / SAS (Estacional)                                                                                        |
| Asia                 |                                                                 | |
| Corea del Sur        |                                                                 | |
| Seúl                 | Aeropuerto Internacional de Incheon                             | Korean Air (Chárter Estacional)                                                                                                  |
| Catar                |                                                                 | |
| Doha                 | Aeropuerto Internacional Hamad                                  | Qatar Airways |
| China                |                                                                 | |
| Pekín                | Aeropuerto Internacional de Pekín-Capital                       | Hainan Airlines |
| Chipre               |                                                                 | |
| Lárnaca              | Aeropuerto Internacional de Lárnaca                             | Norwegian / SAS (Estacional) / Sunclass Airlines (Chárter Estacional)                                                            |
| Corea del Sur        |                                                                 | |
| Seúl                 | Aeropuerto Internacional de Incheon                             | Korean Air (Chárter Estacional)                                                                                                  |
| EAU                  |                                                                 | |
| Dubái                | Aeropuerto Internacional de Dubái                               | Emirates |
| Dubái                | Aeropuerto Internacional de Dubái-Al Maktoum                    | Norwegian (Estacional) |
| Tailandia            |                                                                 | |
| Bangkok              | Aeropuerto Internacional Suvarnabhumi                           | Norse Atlantic Airways (Estacional) / Thai Airways                                                                               |
| Phuket               | Aeropuerto Internacional de Phuket                              | Sunclass Airlines (Chárter Estacional)                                                                                           |
| Turquía              |                                                                 | |
| Antalya              | Aeropuerto de Antalya                                           | Norwegian / Pegasus Airlines (Estacional) / SAS (Estacional) / Sunclass Airlines (Chárter Estacional)                            |
| Bodrum               | Aeropuerto de Milas-Bodrum                                      | Norwegian (Estacional) |
| Esmirna              | Aeropuerto de Esmirna-Adnan Menderes                            | SunExpress (Estacional) |
| Estambul             | Aeropuerto de Estambul                                          | Norwegian (Estacional) / Turkish Airlines                                                                                        |
| Estambul             | Aeropuerto Internacional Sabiha Gökçen                          | Pegasus Airlines |
| Gazipaşa             | Aeropuerto de Gazipaşa                                          | Norwegian (Estacional) / SAS (Estacional) / Sunclass Airlines (Chárter Estacional)                                               |
| Europa               |                                                                 | |
| Albania              |                                                                 | |
| Tirana               | Aeropuerto Internacional Madre Teresa                           | Norwegian (Estacional) |
| Alemania             |                                                                 | |
| Berlín               | Aeropuerto de Berlín-Brandeburgo Willy Brandt                   | Norwegian / SAS (Estacional) |
| Düsseldorf           | Aeropuerto Internacional de Düsseldorf                          | Norwegian / SAS |
| Fráncfort del Meno   | Aeropuerto de Fráncfort del Meno                                | Lufthansa |
| Hamburgo             | Aeropuerto de Hamburgo-Fuhlsbüttel                              | Eurowings / Norwegian |
| Múnich               | Aeropuerto Internacional de Múnich                              | Lufthansa / Norwegian / SAS |
| Stuttgart            | Aeropuerto de Stuttgart                                         | SAS (Estacional) |
| Austria              |                                                                 | |
| Salzburgo            | Aeropuerto de Salzburgo                                         | Norwegian (Estacional) / SAS (Estacional)                                                                                        |
| Viena                | Aeropuerto Internacional de Viena                               | Austrian Airlines / Norwegian |
| Bélgica              |                                                                 | |
| Bruselas             | Aeropuerto de Bruselas-National                                 | Brussels Airlines / Norwegian (Estacional) / SAS                                                                                 |
| Bosnia y Herzegovina |                                                                 | |
| Sarajevo             | Aeropuerto Internacional de Sarajevo                            | Norwegian (Estacional) |
| Bulgaria             |                                                                 | |
| Burgas               | Aeropuerto de Burgas                                            | Norwegian (Estacional) |
| Sofía                | Aeropuerto de Sofía                                             | Norwegian (Estacional) |
| Varna                | Aeropuerto de Varna                                             | Norwegian (Estacional) / Sunclass Airlines (Chárter Estacional)                                                                  |
| Croacia              |                                                                 | |
| Dubrovnik            | Aeropuerto de Dubrovnik                                         | Norwegian (Estacional) |
| Pula                 | Aeropuerto de Pula                                              | Norwegian (Estacional) / SAS (Estacional)                                                                                        |
| Split                | Aeropuerto de Split                                             | Braathens International Airways (Chárter Estacional) / Croatia Airlines (Estacional) / Norwegian (Estacional) / SAS (Estacional) |
| Dinamarca            |                                                                 | |
| Aalborg              | Aeropuerto de Aalborg                                           | SAS |
| Aarhus               | Aeropuerto de Aarhus                                            | SAS |
| Billund              | Aeropuerto de Billund                                           | Norwegian / SAS |
| Copenhague           | Aeropuerto de Copenhague-Kastrup                                | Norwegian / SAS |
| España               |                                                                 | |
| Alicante             | Aeropuerto de Alicante-Elche                                    | Norwegian / SAS |
| Barcelona            | Aeropuerto Josep Tarradellas Barcelona-El Prat                  | Norwegian / SAS (Estacional) / Vueling                                                                                           |
| Bilbao               | Aeropuerto de Bilbao                                            | Norwegian (Estacional) |
| Gran Canaria         | Aeropuerto de Gran Canaria                                      | AirBaltic (Estacional) / Norwegian / SAS / Sunclass Airlines (Chárter )                                                          |
| Ibiza                | Aeropuerto de Ibiza                                             | Norwegian (Estacional) |
| Lanzarote            | Aeropuerto de Lanzarote                                         | Norwegian (Estacional) |
| Madrid               | Aeropuerto Adolfo Suárez Madrid-Barajas                         | Iberia / Norwegian |
| Málaga               | Aeropuerto de Málaga-Costa del Sol                              | Norwegian / SAS |
| Palma de Mallorca    | Aeropuerto de Palma de Mallorca                                 | Norwegian / SAS / Sunclass Airlines (Chárter Estacional)                                                                         |
| Tenerife             | Aeropuerto de Tenerife Sur                                      | Norwegian / SAS (Estacional) / Sunclass Airlines (Chárter Estacional)                                                            |
| Valencia             | Aeropuerto de Valencia                                          | Norwegian (Estacional) |
| Estonia              |                                                                 | |
| Tallin               | Aeropuerto de Tallin                                            | AirBaltic / Norwegian |
| Finlandia            |                                                                 | |
| Helsinki             | Aeropuerto de Helsinki-Vantaa                                   | Finnair / Norwegian |
| Francia              |                                                                 | |
| Ajaccio              | Aeropuerto de Ajaccio-Napoleón Bonaparte                        | Norwegian (Estacional) |
| Burdeos              | Aeropuerto de Burdeos-Mérignac                                  | Norwegian (Estacional) |
| Lyon                 | Aeropuerto de Lyon-Saint Exupéry                                | Norwegian (Estacional) / Volotea                                                                                                 |
| Montpellier          | Aeropuerto de Montpellier-Méditerranée                          | Norwegian (Estacional) |
| Niza                 | Aeropuerto Internacional de Niza-Costa Azul                     | Norwegian / SAS |
| París                | Aeropuerto de París-Charles de Gaulle                           | Air France / EasyJet / Norwegian / SAS                                                                                           |
| París                | Aeropuerto de París-Orly                                        | Transavia |
| Toulouse             | Aeropuerto de Toulouse-Blagnac                                  | Norwegian (Estacional) |
| Grecia               |                                                                 | |
| Atenas               | Aeropuerto Internacional Eleftherios Venizelos                  | Aegean Airlines / Norwegian (Estacional) / SAS (Estacional)                                                                      |
| Cefalonia            | Aeropuerto Internacional de Cefalonia                           | Norwegian (Estacional) |
| Corfú                | Aeropuerto Internacional de Corfú-Ioannis Kapodistrias          | Norwegian (Estacional) |
| Heraclión            | Aeropuerto Internacional de Heraclión Nikos Kazantzakis         | Norwegian (Estacional) / Sunclass Airlines (Chárter Estacional)                                                                  |
| Kos                  | Aeropuerto Internacional de Kos-Hipócrates                      | Sunclass Airlines (Chárter Estacional)                                                                                           |
| La Canea             | Aeropuerto Internacional de La Canea                            | Aegean Airlines (Chárter Estacional) / Norwegian (Estacional) / SAS (Estacional) / Sunclass Airlines (Chárter Estacional)        |
| Preveza              | Aeropuerto de Préveza                                           | Norwegian (Estacional) / Sunclass Airlines (Chárter Estacional)                                                                  |
| Rodas                | Aeropuerto Internacional de Rodas-Diágoras                      | Aegean Airlines (Chárter Estacional) / Norwegian (Estacional) / SAS (Estacional) / Sunclass Airlines (Chárter Estacional)        |
| Salónica             | Aeropuerto Internacional Macedonia                              | Norwegian (Estacional) |
| Samos                | Aeropuerto de Samos                                             | Norwegian (Chárter Estacional)                                                                                                   |
| Santorini            | Aeropuerto Nacional de Santorini (Thira)                        | Norwegian (Estacional) |
| Scíathos             | Aeropuerto Internacional de Scíathos - Alexandros Papadiamantis | Sunclass Airlines (Chárter Estacional)                                                                                           |
| Zante                | Aeropuerto Internacional de Zante                               | Norwegian (Chárter Estacional)                                                                                                   |
| Hungría              |                                                                 | |
| Budapest             | Aeropuerto de Budapest-Ferenc Liszt                             | Norwegian |
| Irlanda              |                                                                 | |
| Dublín               | Aeropuerto de Dublín                                            | Norwegian / SAS |
| Islandia             |                                                                 | |
| Reikiavik            | Aeropuerto Internacional de Keflavík                            | Icelandair / Norwegian / SAS |
| Islas Feroe          |                                                                 | |
| Vágar                | Aeropuerto de Vágar                                             | Atlantic Airways |
| Italia               |                                                                 | |
| Bari                 | Aeropuerto de Bari-Palese                                       | Norwegian (Estacional) |
| Bérgamo              | Aeropuerto de Bérgamo-Orio al Serio                             | Norwegian |
| Bolonia              | Aeropuerto de Bolonia                                           | Norwegian (Estacional) |
| Catania              | Aeropuerto de Catania-Fontanarossa                              | Norwegian (Estacional) / SAS (Estacional)                                                                                        |
| Florencia            | Aeropuerto de Florencia                                         | SAS (Estacional) |
| Milán                | Aeropuerto de Milán-Linate                                      | EasyJet |
| Milán                | Aeropuerto de Milán-Malpensa                                    | Norwegian / SAS |
| Nápoles              | Aeropuerto de Nápoles-Capodichino                               | Norwegian (Estacional) |
| Olbia                | Aeropuerto de Olbia-Costa Smeralda                              | Norwegian (Estacional) |
| Palermo              | Aeropuerto de Palermo-Punta Raisi                               | SAS (Estacional) |
| Pisa                 | Aeropuerto de Pisa                                              | Norwegian (Estacional) / SAS (Estacional)                                                                                        |
| Roma                 | Aeropuerto de Roma-Fiumicino                                    | Norwegian / SAS (Estacional) |
| Venecia              | Aeropuerto Internacional Marco Polo                             | Norwegian (Estacional) |
| Verona               | Aeropuerto de Verona-Villafranca                                | Norwegian (Estacional) |
| Kosovo               |                                                                 | |
| Pristina             | Aeropuerto Internacional de Priština                            | Norwegian |
| Letonia              |                                                                 | |
| Riga                 | Aeropuerto Internacional de Riga                                | AirBaltic / Norwegian |
| Lituania             |                                                                 | |
| Palanga              | Aeropuerto Internacional de Palanga                             | Norwegian |
| Vilna                | Aeropuerto Internacional de Vilna                               | Norwegian / Ryanair |
| Luxemburgo           |                                                                 | |
| Luxemburgo           | Aeropuerto de Luxemburgo Findel                                 | Luxair |
| Macedonia del Norte  |                                                                 | |
| Skopie               | Aeropuerto de Skopie                                            | Norwegian (Estacional) |
| Malta                |                                                                 | |
| Malta                | Aeropuerto Internacional de Malta                               | Norwegian (Estacional) |
| Montenegro           |                                                                 | |
| Tivat                | Aeropuerto de Tivat                                             | Norwegian (Estacional) / SAS (Estacional)                                                                                        |
| Países Bajos         |                                                                 | |
| Ámsterdam            | Aeropuerto de Ámsterdam-Schiphol                                | KLM / Norwegian / SAS |
| Eindhoven            | Aeropuerto de Eindhoven                                         | Transavia |
| Polonia              |                                                                 | |
| Cracovia             | Aeropuerto de Cracovia-Juan Pablo II                            | Norwegian / Wizz Air |
| Gdansk               | Aeropuerto de Gdańsk-Lech Wałęsa                                | Norwegian / Wizz Air |
| Katowice             | Aeropuerto Internacional de Katowice                            | Ryanair |
| Varsovia             | Aeropuerto de Varsovia-Chopin                                   | LOT Polish Airlines / Norwegian                                                                                                  |
| Portugal             |                                                                 | |
| Faro                 | Aeropuerto de Faro                                              | Norwegian / SAS (Estacional) |
| Funchal              | Aeropuerto de Madeira                                           | Norwegian (Estacional) |
| Lisboa               | Aeropuerto de Lisboa                                            | Norse Atlantic Airways (Estacional) / TAP Air Portugal                                                                           |
| Oporto               | Aeropuerto de Oporto-Francisco Sá Carneiro                      | Norwegian (Estacional) |
| Reino Unido          |                                                                 | |
| Edimburgo            | Aeropuerto de Edimburgo                                         | Norwegian |
| Londres              | Aeropuerto de Londres-Gatwick                                   | Norwegian |
| Londres              | Aeropuerto de Londres-Heathrow                                  | British Airways / SAS |
| Londres              | Aeropuerto de Londres-Stansted                                  | Ryanair |
| Mánchester           | Aeropuerto de Mánchester                                        | EasyJet / Norwegian / SAS |
| República Checa      |                                                                 | |
| Praga                | Aeropuerto de Praga                                             | Norwegian |
| Rumania              |                                                                 | |
| Bucarest             | Aeropuerto Internacional de Bucarest-Henri Coandă               | Norwegian |
| Serbia               |                                                                 | |
| Belgrado             | Aeropuerto de Belgrado-Nikola Tesla                             | Air Serbia / Norwegian |
| Suecia               |                                                                 | |
| Estocolmo            | Aeropuerto de Estocolmo-Arlanda                                 | Ethiopian / Norwegian / SAS |
| Suiza                |                                                                 | |
| Basilea              | Aeropuerto de Basilea-Mulhouse-Friburgo                         | Norwegian (Estacional) |
| Ginebra              | Aeropuerto Internacional de Ginebra                             | EasyJet / Norwegian / SAS (Estacional) / Swiss                                                                                   |
| Zúrich               | Aeropuerto Internacional de Zúrich                              | SAS / Swiss |

### Carga
| Aerolíneas               | Destinos                                                                 |
| ------------------------ | ------------------------------------------------------------------------ |
| Air Cargo Global         | Tianjin                                                                  |
| AirBridgeCargo Airlines  | Ámsterdam, Liège, Moscow–Sheremetyevo                                    |
| Asiana Cargo             | Seoul–Incheon                                                            |
| ASL Airlines Belgium     | Gothenburg, Liège, Hannover, Núremberg                                   |
| CAL Cargo Air Lines      | Tel Aviv–Ben Gurion                                                      |
| Cargolux                 | Luxembourg, New York–JFK                                                 |
| DHL Aviation             | Brussels, Copenhague, Seoul–Incheon, Shanghái–Pudong, Trondheim          |
| Emirates SkyCargo        | Ámsterdam, Dubai–Al Maktoum                                              |
| Ethiopian Airlines Cargo | Guangzhou                                                                |
| FedEx Express            | Ámsterdam, Copenhague, París–Charles de Gaulle                           |
| Korean Air Cargo         | Seoul–Incheon, Viena                                                     |
| Qatar Airways Cargo      | Bruselas, Doha, Liège, London–Stansted, Luxembourg                       |
| Turkish Airlines Cargo   | Helsinki, Istanbul–Atatürk, Liège, Maastricht                            |
| UPS Airlines             | Colonia/Bonn, Copenhague, Malmö                                          |
| West Air Sweden          | Ålesund, Bergen, Bodø, Kristiansand, Malmö, Stavanger, Tromsø, Trondheim |
| West Atlantic            | Jönköping, Leipzig/Halle                                                 |

## Estadísticas
Ver fuente y consulta Wikidata.

## Galería

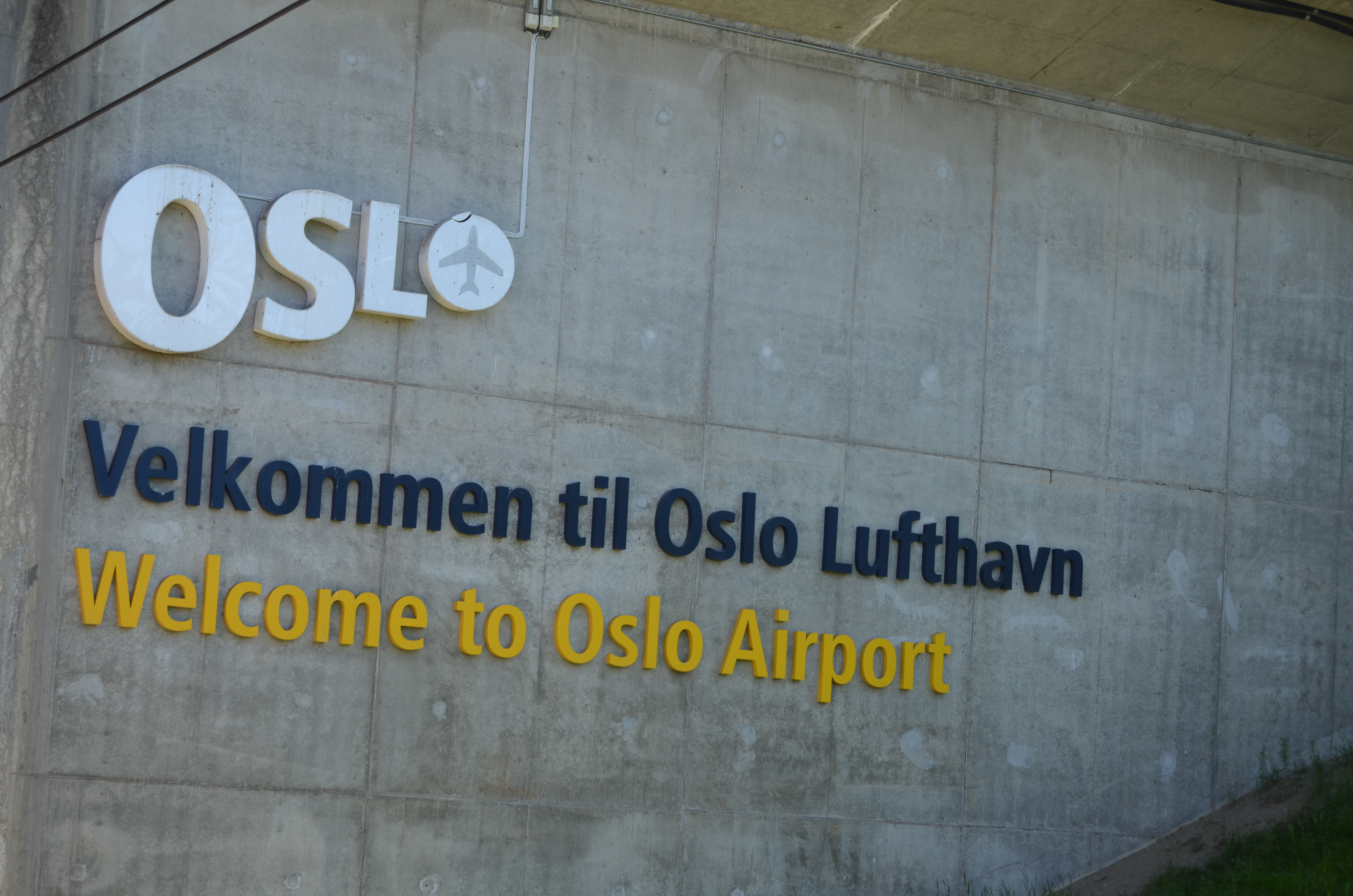
Cartel de bienvenida al aeropuerto
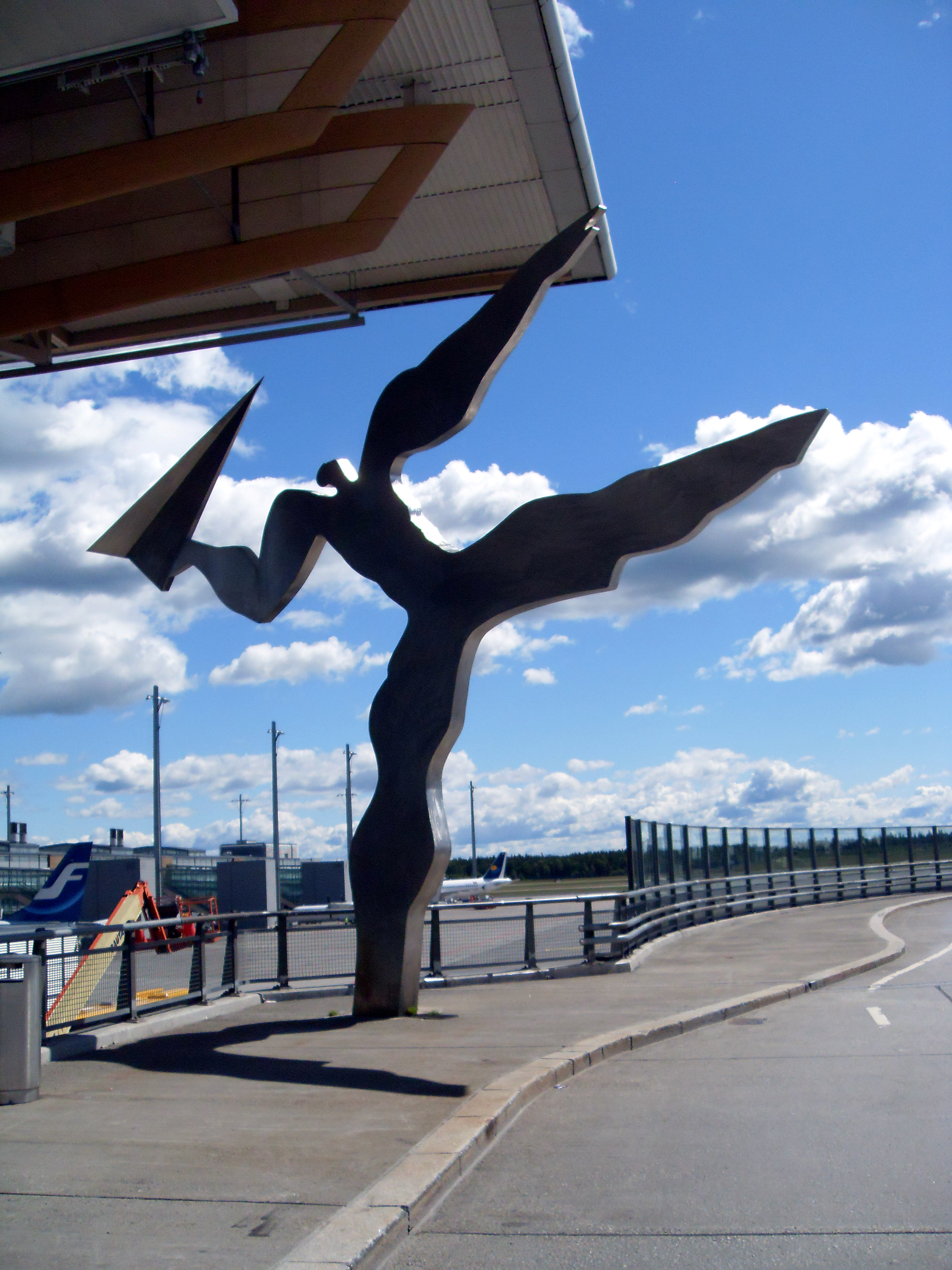
Monumento en el aeropuerto de Oslo
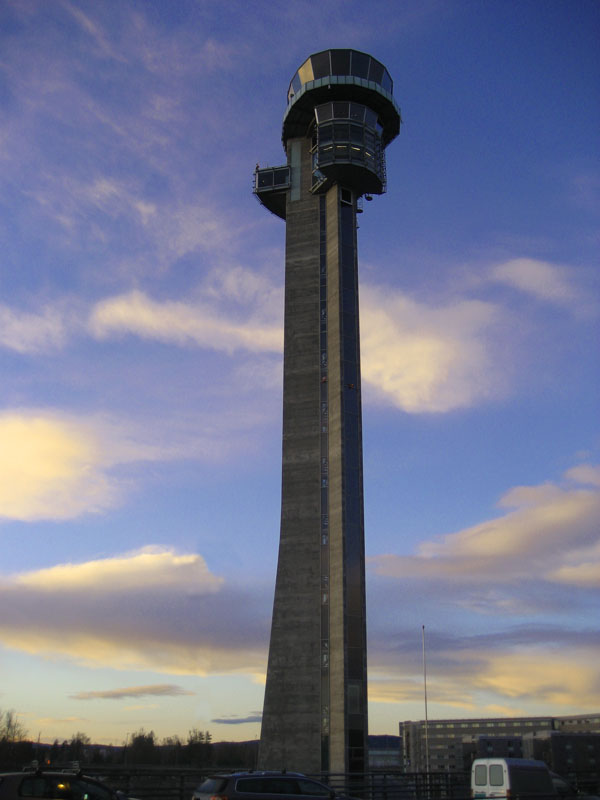
Torre de control, de 91 metros de altura
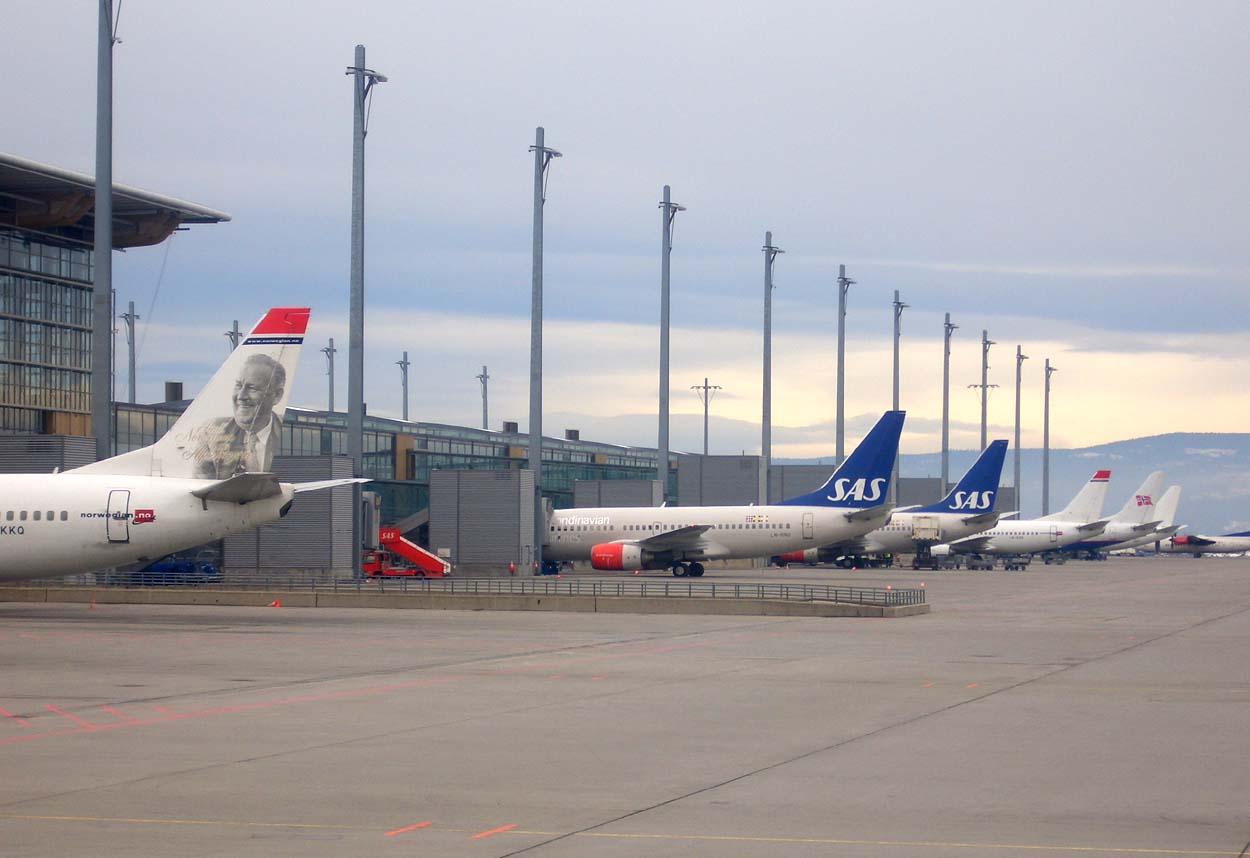
Aviones de Norwegian y SAS con las libreas nuevas y antiguas en Gardermoen